# إلسا كارلسون
إلسا كارلسون (بالسويدية: Elsa Carlsson)‏ هي ممثلة سويدية، ولدت في 13 فبراير 1892 بغوتنبرغ في السويد، وتوفيت في 13 أكتوبر 1978 بستوكهولم في السويد.

## وصلات خارجية
- إلسا كارلسون على موقع IMDb (الإنجليزية)
- إلسا كارلسون على موقع قاعدة بيانات الأفلام السويدية (السويدية)
- إلسا كارلسون على موقع قاعدة بيانات الفيلم (الإنجليزية)